# Bénie Traoré
Bénie Traoré (Ouragahio, 2002. november 30. –) elefántcsontparti korosztályos válogatott labdarúgó, a svájci Basel csatára.

## Pályafutása

### Klubcsapatokban
Traoré az elefántcsontparti Ouragahio városában született. Az ifjúsági pályafutását az ASEC Mimosas akadémiájánál fejezte be.
2021-ben mutatkozott be a svéd első osztályban szereplő Häcken felnőtt keretében. 2023 nyarán az angol első osztályban érdekelt Sheffield United szerződtette. A 2023–24-es szezon második felében a francia Nantes csapatánál szerepelt kölcsönben. 2024. július 22-én négyéves szerződést kötött a svájci Basel együttesével. Először a 2024. július 27-ei, Lugano ellen hazai pályán 2–1-re elvesztett mérkőzésen lépett pályára. Első gólját 2024. augusztus 3-án, a Grasshoppers ellen idegenben 3–0-s győzelemmel zárult találkozón szerezte meg.

### A válogatottban
Traoré az U23-as korosztályú válogatottban képviselte Elefántcsontpartot.

## Statisztika
2024. augusztus 11. szerint.

| Klub                | Szezon   | Bajnokság          | Bajnokság | Bajnokság | Kupa  | Kupa  | Nemzetközi | Nemzetközi | Összesen | Összesen |
| Klub                | Szezon   | Bajnokság          | Mérk.     | Gólok     | Mérk. | Gólok | Mérk.      | Gólok      | Mérk.    | Gólok    |
| ------------------- | -------- | ------------------ | --------- | --------- | ----- | ----- | ---------- | ---------- | -------- | -------- |
| Häcken              | 2021     | Allsvenskan        | 27        | 3         | 6     | 2     | 1          | 0          | 34       | 5        |
| Häcken              | 2023     | Allsvenskan        | 14        | 12        | 10    | 9     | —          | —          | 24       | 21       |
| Sheffield United    | 2023–24  | Premier League     | 8         | 0         | 1     | 0     | —          | —          | 9        | 0        |
| Nantes (kölcsönben) | 2023–24  | Ligue 1            | 14        | 0         | 1     | 0     | —          | —          | 15       | 0        |
| Basel               | 2024–25  | Swiss Super League | 3         | 2         | 0     | 0     | —          | —          | 3        | 2        |
| Összesen            | Összesen | Összesen           | 66        | 17        | 18    | 11    | 1          | 0          | 85       | 28       |

## Sikerei, díjai
Häcken
- Allsvenskan
  - Bajnok (1): 2022

- Svéd kupa
  - Győztes (1): 2022–23
  - Döntős (1): 2020–21